# Phala Tenzin Namgyal
Phala Tenzin Namgyal (tibétain : ཕ་ལྷ་བསྟན་འཛིན་རྣམ་རྒྱལ་, Wylie : pha lha bstan 'dzin rnam rgyal) est un homme politique tibétain. Il est Kalön du Kashag de 1792 à 1801.